# 赵家荪
赵家荪（1874年—1950年），字芝室，浙江省宁波府慈谿縣（今宁波江北洪塘）人。因家中排行第七，又被称为七先生。清朝末年、民国初年革命家、银行家，曾任中华银行行长。

## 简介
浙江省宁波府慈溪县（今宁波江北洪塘）人。早年与兄弟赵家蕃、赵家艺（字林士）等参与辛亥革命，曾参与领导宁波光复。1912年10月13日，出任宁波交通部部长。
辛亥革命胜利后，负责接收原大清银行，改组作中华银行，并出任中华银行行长。中华银行曾在浙江省代理省军政府发行军用券。中华银行后来并入中国银行。
五四运动时期，赵家荪等通电北洋政府，要求释放被捕爱国学生，并严惩卖国贼，获得舆论好评。1950年去世。

## 著述
- 民国《鄞县通志》，张传保、赵家荪修，陈训正、马瀛纂，三十六册。
- 《赵家荪等要求释放被捕学生严惩国贼电》